# Beachhandball-Europameisterschaften 2019/Frauen/Kader
Dies ist eine Unterseite zum Artikel Beachhandball-Europameisterschaften 2019, die entsprechende Seite für Männer findet sich unter Beachhandball-Europameisterschaften 2019/Männer/Kader, für Juniorinnen unter Beachhandball-Junioreneuropameisterschaften 2019/Juniorinnen/Kader.
Die Spalte Handball-Verein listet den Hallenhandball-Verein, die Spalte Beachhandball-Verein die Vereine, in denen Spieler zusätzlich als Beachhandball-Spieler aktiv sind.

## Dänemark
| Nummer | Name                       | Geburts- datum     | Position        | Handball-Verein         | Beachhandball- Verein | SP | PU | ZS | PV |
| ------ | -------------------------- | ------------------ | --------------- | ----------------------- | --------------------- | -- | -- | -- | -- |
| 1      | Josephine Nordstrøm        | 7. Mai 1998        | Torhüterin      | Viborg HK               |                       | 10 | –  | –  | –  |
| 12     | Ditte Vind                 | 2. Januar 1994     | Torhüterin      | Aarhus United           |                       | 10 | 02 | –  | –  |
| 10     | Kaja Kamp Nielsen          | 29. April 1993     | Abwehrspielerin | Team Tvis Holstebro     |                       | 10 | 02 | 3  | –  |
| 4      | Emma Mogensen              | 24. September 1994 | Abwehrspielerin | Aarhus United           |                       | 09 | 08 | 5  | –  |
| 6      | Camilla Fangel             | 29. Februar 1992   | Abwehrspielerin | Silkeborg Voel          |                       | 09 | 06 | 3  | –  |
| 3      | Line Gyldenløve Kristensen | 17. April 1987     | Kreisläuferin   | Bjerringbro FH          |                       | 10 | 91 | –  | –  |
| 8      | Melanie Fuglsbjerg         | 21. Juni 1986      | Rechtsaußen     | Skanderborg Håndbold    |                       | 10 | 65 | –  | –  |
| 11     | Ann Cecilie Møller         | 26. Juni 1997      | Kreisläuferin   | Oddense Otting håndbold |                       | 10 | 51 | –  | –  |
| 9      | Frederikke Lærke           | 7. Januar 1995     | Specialist      | Roskilde Håndbold       |                       | 10 | 86 | –  | –  |
| 17     | Line Berggren Larsen       | 30. Oktober 1998   | Specialist      | EH Aalborg              |                       | 10 | 84 | –  | –  |
| 2      | Anna Lillesø               | 29. März 1994      | Abwehrspielerin | Vendsyssel Håndbold     |                       | 02 | –  | 1  | –  |

Nationaltrainer ist Morten Frandsen Holmen.

## Deutschland
| Nummer | Name                    | Geburts- datum   | Position                  | Handball-Verein            | Beachhandball- Verein    | SP | PU | ZS    | PV |
| ------ | ----------------------- | ---------------- | ------------------------- | -------------------------- | ------------------------ | -- | -- | ----- | -- |
| 13     | Amelie Bayerl           | 13. Februar 1998 |                           | HCD Gröbenzell             | Brüder Ismaning          | 7  | 70 | –     | –  |
| 34     | Jana Epple              | 25. Februar 2000 | Rechtsaußen               | HCD Gröbenzell             | Minga Turtles Ismaning   | 5  | 18 | –     | –  |
| 20     | Katharina Filter        | 4. Februar 1999  | Torhüterin                | HL Buchholz 08-Rosengarten | Sandmöpse Neerstedt      | 10 | 10 | –     | –  |
| 2      | Magdalena Frey          | 1. Juli 1997     | Torhüterin                | TSV Haunstetten            | Brüder Ismaning          | 10 | 4  | –     | –  |
| 10     | Isabel Kattner          | 17. Oktober 2000 | Pivot                     | ASV Dachau                 | Beach Bazis Schleissheim | 8  | 52 | 1 (1) | 1  |
| 17     | Lena Klingler           | 3. Oktober 2000  | Linksaußen                | SG BBM Bietigheim          | Minga Turtles Ismaning   | 10 | 57 | –     | –  |
| 14     | Christine Königsmann    | 11. Januar 1996  | Rechtsaußen / Specialist  | HCD Gröbenzell             | Brüder Ismaning          | 10 | 70 | –     | –  |
| 33     | Lucie-Marie Kretzschmar | 7. August 2000   | Verteidigung              | HC Leipzig                 | Minga Turtles Ismaning   | 8  | –  | 4     | –  |
| 3      | Toni-Luisa Reinemann    | 31. Mai 2001     | Rechtsaußen               | VfL Oldenburg              | Beach Chiller Oldenburg  | 10 | 90 | –     | –  |
| 9      | Paula Reips             | 1. März 2001     | Linksaußen                | HSG Würm Mitte             | Minga Turtles Ismaning   | 6  | 33 | 2 (1) | –  |
| 5      | Kirsten Walter          | 21. Februar 1996 | Linksaußen / Verteidigung | HCD Gröbenzell             | Brüder Ismaning          | 9  | 22 | 3 (1) | –  |
| 7      | Leonie Wöbking          | 20. Februar 1994 | Verteidigung              | LiT Tribe Germania         | Strandgeflüster Minden   | 7  | 9  | 3     | –  |

Nationaltrainer ist Alexander Novakovic, Co-Trainer Tom Hankel.

## Frankreich
| Nummer | Name                  | Geburts- datum     | Position   | Handball-Verein               | Beachhandball- Verein | SP | PU | ZS    | PV |
| ------ | --------------------- | ------------------ | ---------- | ----------------------------- | --------------------- | -- | -- | ----- | -- |
| 23     | Armelle Attingré      | 15. Januar 1989    | Torhüterin | Nantes Atlantique Handball    |                       | 08 | 02 | –     | –  |
| 14     | Lalie Brouillet       | 22. Mai 2000       |            | Toulouse Féminin Handball     |                       | 08 | 32 | –     | –  |
| 19     | Laurène Catani        | 8. April 1991      |            | Toulon Saint-Cyr Var Handball |                       | 10 | 60 | –     | –  |
| 15     | Anouck Clément        | 5. Januar 2001     |            | Palente Besançon Handball     |                       | 08 | 03 | 4 (2) | –  |
| 29     | Maud-Éva Copy         | 6. November 1992   |            | Brest Bretagne Handball       |                       | 09 | 88 | 1     | –  |
| 44     | Sitha Dembélé         | 10. März 2001      |            | CJF Fleury Loiret Handball    |                       | 08 | 34 | –     | –  |
| 10     | Romane Frécon-Demouge | 16. März 1993      | Specialist | Bourg-de-Péage Drôme Handball |                       | 05 | 20 | –     | –  |
| 1      | Justine Joly          | 3. Januar 1988     |            | AS Cannes Mandelieu Handball  |                       | 08 | 30 | –     | –  |
| 21     | Marion Limal          | 12. Januar 1987    |            | Brest Bretagne Handball       |                       | 10 | 41 | 2     | –  |
| 18     | Laurane Scalabrino    | 1. Juli 1993       | Torhüterin | Palente Besançon Handball     |                       | 09 | 0– | –     | –  |
| 25     | Clarisse Wild         | 25. Juni 1998      |            | Handball Plan-de-Cuques       |                       | 07 | 45 | –     | –  |
| 27     | Kellya Zulemaro       | 10. September 1994 |            | US Cagnes sur mer Handball    |                       | 10 | 06 | 1 (1) | –  |

Cheftrainerin ist Valérie Nicolas, Co-Trainerin ist Joëlle Demouge, Mutter der Spielerin Romane Frécon-Demouge und 1988 französische Meisterin in der Halle, Mannschaftsarzt ist Gérard Juin, Renaud Baldacci ist Leiter der Delegation.

## Griechenland
| Nummer | Name                 | Geburts- datum | Position   | Handball-Verein | Beachhandball- Verein | SP | PU | ZS    | PV |
| ------ | -------------------- | -------------- | ---------- | --------------- | --------------------- | -- | -- | ----- | -- |
| 1      | Niki Ratsika         |                | Torhüterin |                 |                       | 07 | 0– | –     | –  |
| 3      | Eleni Poimenidou     | 4. Juli 1980   |            |                 |                       | 10 | 24 | 4 (1) | –  |
| 5      | Anna Kaloidi         |                |            |                 |                       | 10 | 06 | 5 (1) | –  |
| 6      | Eleni-Ioanna Kerlidi |                |            |                 |                       | 10 | 62 | 1 (1) | –  |
| 8      | Martha Logdanidou    |                |            |                 |                       | 10 | 04 | –     | –  |
| 10     | Vasiliki Skara       | 4. Mai 1973    |            |                 |                       | 09 | 28 | –     | –  |
| 11     | Eleni Mournou        |                |            |                 |                       | 10 | 76 | –     | –  |
| 12     | Magdalini Kepesidou  |                | Torhüterin |                 |                       | 05 | 02 | –     | –  |
| 13     | Dafina Dimitri       |                |            |                 |                       | 10 | 92 | 2 (1) | –  |
| 18     | Elisavet Mastaka     |                |            |                 |                       | 10 | 67 | –     | –  |
| 19     | Evgenia Diakogianni  |                |            |                 |                       | 07 | 26 | –     | –  |
| 20     | Nikolina Kepesidou   |                |            |                 |                       | 09 | 0– | 2     | –  |

## Italien
| Nummer | Name                    | Geburts- datum     | Position          | Handball-Verein            | Beachhandball- Verein | SP | PU | ZS    | PV |
| ------ | ----------------------- | ------------------ | ----------------- | -------------------------- | --------------------- | -- | -- | ----- | -- |
| 3      | Cristina Gheorghe       | 24. April 1986     | Rückraum rechts   | HC Dunărea Brăila          |                       | 10 | 69 | –     | –  |
| 4      | Ilaria Dalla Costa      | 28. Februar 1995   | Rückraum links    | Jomi Salerno               |                       | 10 | 10 | 1     | –  |
| 5      | Alessandra Bassanese    | 11. September 1996 | Flügel links      | Cassano Magnago HC         |                       | 05 | 10 | –     | –  |
| 7      | Cristina Lenardon       | 21. März 1989      |                   | Santarelli Cingoli         |                       | 10 | 24 | 2     | –  |
| 10     | Vanessa Djiogap         | 9. Juli 2001       | Defensive zentral | Alì-Best Espresso Mestrino |                       | 09 | 49 | 3 (1) | –  |
| 12     | Monika Prünster         | 22. Februar 1984   | Torhüterin        | Pogoń Stettin              |                       | 10 | 04 | –     | –  |
| 13     | Lucila Maria Stettler   | 1. August 1990     | Pivot             | Suncini Ariosto Ferrara    |                       | 09 | 0– | 2     | –  |
| 14     | Anja Rossignoli         | 14. Dezember 1999  | Torhüterin        | SSV Brixen                 |                       | 01 | 0– | –     | –  |
| 24     | Cyrielle Lauretti Matos | 24. August 1997    | Pivot             | Jomi Salerno               |                       | 09 | 30 | –     | –  |
| 25     | Giada Babbo             | 12. September 1997 | Flügel links      | SSV Brixen                 |                       | 09 | 49 | –     | –  |
| 26     | Carelle Djiogap         | 6. Februar 2000    |                   | Cellini Padova             |                       | 08 | 36 | 1     | –  |
| 33     | Valentina Landri        | 16. April 1992     | Rückraum Mitte    | Jomi Salerno               |                       | 10 | 51 | –     | –  |

Zehn der aufgebotenen 12 Spielerinnen gehören auch zum italienischen A-Aufgebot Italiens in der Halle.

## Kroatien
| Nummer | Name               | Geburts- datum    | Position           | Handball-Verein          | Beachhandball- Verein | SP | PU | ZS    | PV |
| ------ | ------------------ | ----------------- | ------------------ | ------------------------ | --------------------- | -- | -- | ----- | -- |
| 1      | Simona Hajduk      | 1. August 1989    | Torhüterin         | Maccabi Rischon LeZion   | MHC Dubrava           | 10 | 02 | –     | –  |
| 2      | Kristina Smiljanić | 25. Dezember 1991 | Außen links        | ŽRK Trešnjevka Zagreb    | MHC Dubrava           | 10 | 25 | 3     | –  |
| 5      | Martina Ćorković   | 4. Juli 1993      |                    | U Cluj                   |                       | 10 | 35 | –     | –  |
| 6      | Lucija Kelava      | 21. April 1988    |                    |                          |                       | 10 | 80 | –     | –  |
| 4      | Anja Vida Lukšić   | 18. Juni 2000     | Außenspieler links | ŽRK Trešnjevka Zagreb    | MHC Dubrava           | 10 | 78 | –     | –  |
| 7      | Petra Dičak        | 11. August 1995   |                    | RK Sesvete Agroproteinka | MHC Dubrava           | 10 | 54 | 3     | –  |
| 9      | Mirna Vučković     | 10. Juli 1992     |                    |                          | MHC Dubrava           | 10 | 50 | 2     | –  |
| 8      | Ana Anđelić        | 18. Juni 1998     |                    | RK Sesvete Agroproteinka | MHC Dubrava           | 10 | 02 | 5 (3) | –  |
| 12     | Petra Lovrenčević  | 21. Januar 2001   | Torhüterin         | RK Sesvete Agroproteinka | MHC Dubrava           | 10 | 0– | –     | –  |
| 10     | Katja Heraković    | 4. Dezember 1996  |                    | –                        | MHC Dubrava           | 10 | 33 | –     | –  |

 Die zunächst nominierten Anđela Kelava und Mia Bošnjak wurden durch Petra Dičak und Katja Heraković ersetzt.

## Niederlande
| Nummer | Name               | Geburts- datum     | Position                                  | Handball-Verein    | Beachhandball- Verein   | SP | PU | ZS | PV |
| ------ | ------------------ | ------------------ | ----------------------------------------- | ------------------ | ----------------------- | -- | -- | -- | -- |
| 23     | Lisanne Bakker     | 17. September 2000 | Torhüterin                                | JuRo Unirek V.Z.V. |                         | 10 | 18 | 1  | –  |
| 18     | Isabel Barnard     | 25. September 1995 |                                           | SV Westsite        | SV Westsite             | 10 | 63 | –  | –  |
| 7      | Anna Buter         | 27. September 2001 | Außenspielerin / Zentrale Abwehrspielerin | JuRo Unirek V.Z.V. |                         | 10 | 97 | –  | –  |
| 24     | Amber van der Meij | 24. März 2001      | zentrale Defensivspielerin                | S. V. Zeeburg      | Amsterdam Beachhandball | 9  | 2  | –  | –  |
| 28     | Krista Mol         | 29. Januar 1993    | Specialist                                | SV Westsite        | SV Westsite             | 10 | 90 | –  | –  |
| 8      | Rianne Mol         | 2. Mai 1990        | Defensivspielerin                         | SV Westsite        | SV Westsite             | 10 | 4  | 3  | –  |
| 12     | Daniëlle Rozing    | 30. März 1988      |                                           | SV Westsite        | SV Westsite             | 10 | 50 | 2  | –  |
| 5      | Kim Schuurbiers    | 5. August 1991     | Specialist                                | HV Foreholte       |                         | 6  | 10 | –  | –  |
| 6      | Claudia ter Wal    | 12. Dezember 1992  | Torhüterin                                | HV Kwiek           | PCA Kwiek               | 9  | 4  | –  | –  |
| 11     | Marit van Ede      | 26. Dezember 2001  | Pivot / Außenspielerin                    | V&L                | Geonius                 | 8  | 54 | 1  | –  |
| 29     | Manon Zijlmans     | 24. November 1998  | Pivot / Linksaußen                        | PSV Eindhoven      | OHC’01                  | 8  | 48 | –  | –  |

Der Kader setzte sich aus einem 27 Spielerinnen umfassenden Saison-Nationalkader zusammen. Zunächst nominiert, dann aber nicht im Kader war Lynn Klesser. Sie wurde durch Manon Zijlmans ersetzt.

## Nordmazedonien
| Nummer | Name                  | Geburts- datum | Position    | Handball-Verein         | Beachhandball- Verein | SP | PU | ZS | PV |
| ------ | --------------------- | -------------- | ----------- | ----------------------- | --------------------- | -- | -- | -- | -- |
| 05     | Teodora Markoska      |                | Linksaußen  |                         |                       | 08 | 39 | –  | –  |
| 07     | Monika Janeska        | 17. Mai 1993   | Linksaußen  | Konyaaltı Belediye Spor |                       | 09 | 35 | 1  | –  |
| 08     | Simona Grozdanovska   | 15. April 1998 | Rechtsaußen | GC Amicitia Zürich      |                       | 09 | 48 | –  | –  |
| 11     | Aleksandra Borizovska |                | Specialist  |                         |                       | 09 | 62 | –  | –  |
| 13     | Teodora Gulicoska     |                | Abwehr      |                         |                       | 09 | 01 | 1  | –  |
| 33     | Pena Gramatova        |                | Abwehr      |                         |                       | 09 | 10 | 1  | –  |
| 77     | Sanja Dabevskara      |                | Pivot       |                         |                       | 09 | 20 | –  | –  |
| 96     | Bisera Paskal         |                | Torhüterin  |                         |                       | 08 | 04 | –  | –  |
| 99     | Dragica Mitrova       |                | Abwehr      |                         |                       | 09 | 02 | 1  | –  |

## Norwegen
| Nummer | Name                 | Geburts- datum     | Position   | Handball-Verein      | Beachhandball- Verein | SP | PU  | ZS    | PV |
| ------ | -------------------- | ------------------ | ---------- | -------------------- | --------------------- | -- | --- | ----- | -- |
| 2      | Katinka Haltvik      | 18. Juli 1991      |            | Aker Topphåndball    |                       | 10 | 051 | –     | –  |
| 4      | Martine Welfler      | 27. Oktober 1991   |            | Bækkelagets SK       |                       | 10 | 082 | 1     | –  |
| 15     | Rikke Marie Granlund | 14. November 1989  | Torhüterin | Team Esbjerg         |                       | 10 | 002 | –     | –  |
| 5      | Marielle Martinsen   | 14. Februar 1995   |            | Aker Topphåndball    |                       | 10 | 111 | 1     | –  |
| 3      | Elisabeth Hammerstad | 27. Juni 1993      |            | Gjerpen Håndball     |                       | 10 | 056 | 3 (2) | –  |
| 8      | Susanne Pettersen    | 17. September 1996 |            | IF Pors Håndball     |                       | 10 | 027 | 2     | –  |
| 9      | Julie Aspelund Berg  | 18. März 1993      |            | Aker Topphåndball    |                       | 10 | 00– | 9 (3) | –  |
| 10     | Katarina Ugland      | 26. Dezember 1997  |            | Fjellhammer IL       |                       | 10 | 098 | –     | –  |
| 23     | Tiril Merg           | 2. September 1993  |            | Skrim Håndball Elite |                       | 10 | 00– | 1     | –  |
| 7      | Kathrine Sæthre      | 22. April 1990     | Torhüterin | Nordstrand IF        |                       | 07 | 00– | –     | –  |
| 16     | Victoria Solli Berg  | 10. Oktober 2001   | Torhüterin | Larvik Turn          |                       | 04 | 00– | –     | –  |

Nationaltrainer ist Eskil Berg Andreassen.

## Polen
| Nummer | Name                | Geburts- datum     | Position   | Handball-Verein             | Beachhandball- Verein | SP | PU | ZS    | PV |
| ------ | ------------------- | ------------------ | ---------- | --------------------------- | --------------------- | -- | -- | ----- | -- |
| 2      | Sylwia Bartkowiak   | 8. Januar 1991     |            | BHT GRU Juko Piotrków Tryb. |                       | 06 | 28 | 1     | –  |
| 3      | Natalia Filończuk   | 30. Juli 2001      | Torhüterin | KPR Jelenia Góra            |                       | 10 | 0– | –     | –  |
| 5      | Kinga Jakubowska    | 23. Juni 1999      |            | KPR Kobierzyce              |                       | 09 | 85 | 1     | –  |
| 48     | Natalia Krupa       | 16. Januar 1997    | Torhüterin | SPR Pogoń Szczecin          |                       | 09 | 0– | –     | 1  |
| 13     | Weronika Łakomy     | 21. März 1991      |            | BHT GRU Juko Piotrków Tryb. |                       | 10 | 0– | 2     | –  |
| 22     | Katarzyna Masłowska | 26. Juni 1993      |            | KPR Ruch Chorzów            |                       | 10 | 04 | 2 (1) | –  |
| 33     | Martyna Matysek     | 15. September 1994 |            | KS AP Poznań                |                       | 02 | 09 | 1     | –  |
| 6      | Paula Mazurek       | 27. August 1991    | Specialist | Energa AZS Koszalin         |                       | 10 | 93 | –     | –  |
| 1      | Iwona Niedźwiedź    | 22. Juli 1979      | Specialist | BHT GRU Juko Piotrków Tryb. |                       | 10 | 26 | 1     | –  |
| 10     | Ewa Nowicka         | 6. Dezember 1987   |            | MKS PR Gniezno              |                       | 04 | 11 | –     | –  |
| 4      | Paulina Sowa        | 8. November 1991   |            | KS AP Poznań                |                       | 10 | 37 | –     | –  |
| 9      | Alicja Ślęzak       | 23. Juni 1993      |            | BHT Pyrki Poznań            |                       | 10 | 65 | 2     | –  |

Im erweiterten Aufgebot standen vor dem Turnier zudem:
| Name                | Geburts- datum | Position | Handball-Verein     | Beachhandball- Verein |
| ------------------- | -------------- | -------- | ------------------- | --------------------- |
| Izabela Prudzienica |                |          | Energa AZS Koszalin |                       |
| Małgorzata Rola     |                |          | KS AP Poznań        |                       |

Nationaltrainer ist Marek Karpiński, Co-Trainer sind Alicja Łukasik und Karolina Peda, Bartosz Górski ist der Physiotherapeut der Mannschaft.

## Portugal
| Nummer | Name                  | Geburts- datum | Position | Handball-Verein | Beachhandball- Verein | SP | PU  | ZS | PV |
| ------ | --------------------- | -------------- | -------- | --------------- | --------------------- | -- | --- | -- | -- |
| 1      | Rosa Ribeiro          |                |          |                 |                       | 10 | 002 | –  | –  |
| 5      | Maria Santos          |                |          |                 |                       | 10 | 012 | 1  | –  |
| 7      | Patrícia Resende      |                |          |                 |                       | 10 | 034 | –  | –  |
| 10     | Catarina Oliveira     |                |          |                 |                       | 10 | 004 | 1  | –  |
| 11     | Helena Soares         |                |          |                 |                       | 10 | 029 | 3  | –  |
| 13     | Cristiana Morgado     |                |          |                 |                       | 10 | 144 | 2  | –  |
| 14     | Sara Pinho            |                |          |                 |                       | 10 | 064 | 1  | –  |
| 15     | Filipa Ventura        |                |          |                 |                       | 10 | 059 | –  | –  |
| 17     | Daniela Mendes        |                |          |                 |                       | 10 | 017 | 1  | –  |
| 20     | Andreia Ribeiro Costa |                |          |                 |                       | 10 | 00– | 1  | –  |

## Rumänien
| Nummer | Name                               | Geburts- datum  | Position | Handball-Verein      | Beachhandball- Verein | SP | PU | ZS    | PV |
| ------ | ---------------------------------- | --------------- | -------- | -------------------- | --------------------- | -- | -- | ----- | -- |
| 01     | Andreea Alexandra Elena Popescu    |                 |          | HC Activ CSO Plopeni |                       | 09 | 0– | –     | –  |
| 05     | Ştefania Claudia Gheorghe          | 19. März 2001   |          | CSŞ Tulcea           |                       | 07 | 08 | 2 (1) | –  |
| 06     | Petruța Andreea Francesca Argyelan | 25. Juni 1999   |          | CS Minaur Baia Mare  |                       | 07 | 30 | –     | –  |
| 07     | Andreea-Maria Bujor                |                 |          | C.S. Corona Brașov   |                       | 04 | 15 | –     | –  |
| 08     | Mara Matea                         |                 |          | CSȘ Viitorul Cluj    |                       | 09 | 17 | 1     | –  |
| 09     | Andreea Isabela Pintilie           |                 |          | CSU Neptun Constanța |                       | 08 | 39 | 1     | –  |
| 10     | Claudia Marina Condurache          |                 |          | CSS 1 Constanţa      |                       | 08 | 46 | 1     | –  |
| 11     | Andreea Maria Chiciroiu            |                 |          | HCM Craiova          |                       | 09 | 14 | 2 (1) | –  |
| 12     | Andreea Năstasă                    | 29. Januar 1998 |          | CS Marta Baia Mare   |                       | 09 | 02 | –     | –  |
| 13     | Andreea-Cătălina Ciolponea         |                 |          | CSU Pites            |                       | 04 | 06 | –     | –  |
| 14     | Diana Cristina Șamanț              | 31. August 2001 |          | CS Marta Baia Mare   |                       | 08 | 44 | –     | –  |
| 15     | Anca Gabriela Birton               |                 |          | CS Dinamo București  |                       | 08 | 34 | –     | –  |

Das Aufgebot setzte sich aus einem Kader aus 24 Spielerinnen zusammen. Trainer war Adrian Georgescu, Co-Trainer war Ionuț Deli-Iorga, Physiotherapeut war Constantin Simionesc.

## Russland
| Nummer | Name                    | Geburts- datum     | Position                       | Handball-Verein     | Beachhandball- Verein | SP | PU  | ZS    | PV |
| ------ | ----------------------- | ------------------ | ------------------------------ | ------------------- | --------------------- | -- | --- | ----- | -- |
| 77     | Margarita Kuschnyr      | 5. Juni 1996       | Torhüterin                     | AGU-Adyif           |                       | 10 | 008 | –     | –  |
| 8      | Darja Garkuschtschenko* | 26. Februar 2002   | Abwehr/Läuferin                | GK Dynamo Wolgograd |                       | 10 | 009 | –     | –  |
| 80     | Sofja Krachmaljowa      | 20. April 2000     | Specialist                     | GK Dynamo Wolgograd |                       | 10 | 006 | –     | –  |
| 88     | Jekaterina Koroljowa    | 8. Oktober 1998    | Zentrale Verteidigung/Läuferin | Stawropol SKFU      |                       | 10 | 045 | 1     | –  |
| 11     | Marija Belowa           | 29. April 1994     | Pivot                          | GK Ufa-Alisa        |                       | 10 | 071 | 1     | –  |
| 9      | Xenija Djatschenko      | 7. Dezember 1994   |                                | AGU-Adyif           |                       | 10 | 157 | 3     | –  |
| 3      | Jelisaweta Dudkina*     | 4. April 2002      | Specialist                     | GK Dynamo Wolgograd |                       | 10 | 088 | –     | –  |
| 6      | Tatjana Litwinowa*      | 24. Juli 2002      |                                | GK Kuban Krasnodar  |                       | 10 | 004 | –     | –  |
| 10     | Sofija Lyschina*        | 17. September 2002 | Verteidigung                   | GK Dynamo Wolgograd |                       | 10 | 00– | 4 (1) | –  |
| 12     | Wiktorija Korobowa*     | 11. Juni 2002      |                                | GK Dynamo Wolgograd |                       | 09 | 020 | –     | –  |
| 99     | Tatjana Medwedewa*      | 4. Februar 2003    | Torhüterin                     | GK Dynamo Wolgograd |                       | 01 | 00– | –     | –  |

Der Kader setzte sich geplant aus sechs erfahreneren Spielerinnen und sechs Spielerinnen, die schon in den Tagen zuvor am Juniorinnen-Wettbewerb der EM teilgenommen hatten, zusammen. Am Ende wurden alle sechs Plätze der jungen Spielerinnen – mit Asterisk * markiert –, aber nur fünf Plätze der erfahrenen Spielerinnen besetzt. Den sechsten Platz konnte Diana Kasichanowa nicht einnehmen, da sie kein Visa erhalten hatte. Die folgenden Spielerinnen waren ebenfalls Kandidatinnen für die Plätze der erfahrenen Spielerinnen, wurden aber nicht nominiert:
| Name              | Geburts- datum  | Position              | Handball-Verein | Beachhandball- Verein |
| ----------------- | --------------- | --------------------- | --------------- | --------------------- |
| Irina Pantschenko |                 | Torhüterin            | Wolgograd       |                       |
| Anna Iwanowa      | 2. Februar 2000 | Zentrale Verteidigung | Wolgograd       |                       |
| Wioletta Golez    |                 |                       | Stawropol       |                       |
| Jelena Strelzowa  |                 |                       | Stawropol       |                       |

Cheftrainerin ist Anna Sidoritschewa.

## Schweiz
| Nummer | Name             | Geburts- datum | Position                   | Handball-Verein    | Beachhandball- Verein | SP | PU | ZS    | PV |
| ------ | ---------------- | -------------- | -------------------------- | ------------------ | --------------------- | -- | -- | ----- | -- |
| 3      | Lena Fischer     | 2001           |                            | GC Amicitia Zürich |                       | 10 | 81 | 1     | –  |
| 6      | Laura Calchini   | 2001           | Flügel                     | Spono Eagles       | Beachqueens           | 10 | 48 | 4     | –  |
| 4      | Antonia Rakaric  | 2001           | rechter Flügel             | LK Zug             |                       | 09 | 27 | 2 (2) | –  |
| 13     | Giuliana Crippa* | 1998           |                            | TV Zofingen        | BHV Wasserschloss     | 06 | 10 | –     | –  |
| 8      | Liv Rusert       | 2002           | Pivot                      | Yellow Winterthur  |                       | 10 | 47 | –     | –  |
| 9      | Angela Crameri   | 1983           | Verteidigung Flügel        | BSC Wettingen      | Beachqueens           | 10 | 02 | 2     | –  |
| 11     | Corinne Brändle* | 1998           | Torhüterin                 | HSG Aargau Ost     |                       | 09 | –  | –     | –  |
| 17     | Melanie Engel    |                |                            | HC Malters         |                       | 10 | 70 | 1     | –  |
| 5      | Tina Mauthe*     |                | Verteidigung               |                    | BHV Wasserschloss     | 07 | –  | 2     | –  |
| 20     | Claudia Schoch   | 1989           | Torhüterin                 | Spono Eagles       |                       | 10 | –  | –     | –  |
| 15     | Eliane Estermann | 1989           | Allrounderin/linker Flügel | ATV/KV Basel       | Beachqueens           | 08 | 51 | –     | –  |
| 7      | Karin Kurzbein   | 1975           | Verteidigung               | HC Dietikon-Urdorf | Beachqueens           | 01 | –  | –     | –  |

Mit * markierte Spielerinnen waren zuvor schon bei den Juniorinnen-Europameisterschaften im Einsatz.

## Slowenien
| Nummer | Name             | Geburts- datum | Position     | Handball-Verein | Beachhandball- Verein | SP | PU | ZS    | PV |
| ------ | ---------------- | -------------- | ------------ | --------------- | --------------------- | -- | -- | ----- | -- |
| 01     | Špela Bolčina    |                |              |                 |                       | 10 | 37 | –     | –  |
| 03     | Neža Curk        |                | Torhüterin   |                 |                       | 10 | 01 | –     | –  |
| 05     | Leila Mujanović  |                | Verteidigung |                 |                       | 10 | 25 | 1     | –  |
| 07     | Tia Robida       |                |              |                 |                       | 10 | 57 | –     | –  |
| 08     | Aneja Ličen      |                |              |                 |                       | 10 | 0– | –     | –  |
| 09     | Karmen Gaber     |                |              |                 |                       | 10 | 15 | 1     | –  |
| 10     | Kaja Krebs       |                | Verteidigung |                 |                       | 10 | 02 | 2 (1) | –  |
| 11     | Tara Jonović     |                |              |                 |                       | 10 | 84 | 3 (1) | –  |
| 12     | Edita Amon       |                |              |                 |                       | 10 | 0– | –     | –  |
| 17     | Veronika Cvelbar |                |              |                 |                       | 10 | 01 | 2     | –  |

Trainer war Marko Cencič, Co-Trainer Peter Terčič.

## Spanien
| Nummer | Name                      | Geburts- datum | Position | Handball-Verein | Beachhandball- Verein | SP | PU  | ZS    | PV |
| ------ | ------------------------- | -------------- | -------- | --------------- | --------------------- | -- | --- | ----- | -- |
| 4      | Inma Navarrete Navarrete  |                |          |                 |                       | 10 | 34  | –     | –  |
| 7      | Judith Gómez Gutiérrez    |                |          |                 |                       | 10 | 119 | –     | –  |
| 12     | Mónica Cámara Heras       |                |          |                 |                       | 10 | 48  | 1     | –  |
| 15     | Andrea Galván Pavón       |                |          |                 |                       | 10 | 88  | –     | –  |
| 17     | Alba Díaz González        |                |          |                 |                       | 10 | 61  | 1     | –  |
| 18     | Luisa María García Toro   |                |          |                 |                       | 10 | 2   | 2 (1) | –  |
| 13     | Sara Hernández Torrico    |                |          |                 |                       | 10 | 35  | –     | –  |
| 16     | Patricia Encinas Guardado |                |          |                 |                       | 10 | 26  | –     | –  |
| 6      | Gemma Sánchez Florentino  |                |          |                 |                       | 10 | 2   | –     | –  |
| 11     | Cristina Tornero Muñoz    |                |          |                 |                       | 10 | –   | –     | –  |

Nationaltrainer ist Diego Carrasco Becerra, Co-Trainerin ist María José Moreno Triviño, Physiotherapeutin ist Estefanía Rodríguez García, Mannschaftsarzt ist José María Calvillo Roda.

## Türkei
| Nummer | Name                   | Geburts- datum     | Position              | Handball-Verein                 | Beachhandball- Verein | SP | PU | ZS    | PV |
| ------ | ---------------------- | ------------------ | --------------------- | ------------------------------- | --------------------- | -- | -- | ----- | -- |
| 2      | Merve Durdu            | 15. April 1996     | Torhüterin            | Muratpaşa Belediyesi SK         |                       | 10 | 08 | –     | –  |
| 3      | Ümmügülsüm Bedel       | 8. Februar 1995    | linker Flügel         | İzmir Büyükşehir Belediyesi GSK |                       | 09 | 48 | 2 (1) | –  |
| 4      | İrem Köseler           | 14. Mai 1996       | Pivot                 | Görele Belediyesi Spor Kulübü   |                       | 10 | 06 | 4     | –  |
| 5      | Dilek Yılmaz           | 27. Februar 2001   | zentrale Verteidigung | İzmir Büyükşehir Belediyesi GSK |                       | 03 | 04 | –     | –  |
| 6      | Neslihan Çalışkan      | 29. Juli 1997      | linker Flügel         | Üsküdar Belediyesi SK           |                       | 10 | 88 | 2     | –  |
| 7      | Merve Özbolluk         | 12. September 1994 | rechter Flügel        | İzmir Büyükşehir Belediyesi GSK |                       | 06 | 14 | –     | –  |
| 8      | Buket Keskin Cengiz    | 7. Oktober 1987    | linker Flügel         | Aksaray Belediyespor            |                       | 09 | 18 | 3 (1) | –  |
| 10     | Sibel Kıcıroğlu        | 7. Februar 1995    | Pivot                 | İzmir Büyükşehir Belediyesi GSK |                       | 09 | 62 | –     | –  |
| 11     | Ayşe Dinç              | 15. Juni 1999      | linke Verteidigung    | Muratpaşa Belediyespor          |                       | 08 | 05 | 1 (1) | –  |
| 12     | Esma Adnar             | 11. Juni 1996      | Torhüterin            | Yalıkavak Spor Kulübü           |                       | 10 | 16 | –     | –  |
| 13     | Funda Baş              | 19. Mai 1996       | linker Flügel         | Aksaray Belediyesi GSK          |                       | 09 | 29 | 1     | –  |
| 14     | Nurceren Akgün Göktepe | 20. Juni 1992      | Pivot                 | Ankara Yenimahalle BSK          |                       | 09 | 69 | 1     | –  |

## Ukraine
| Nummer | Name                | Geburts- datum     | Position   | Handball-Verein | Beachhandball- Verein | SP | PU | ZS    | PV |
| ------ | ------------------- | ------------------ | ---------- | --------------- | --------------------- | -- | -- | ----- | -- |
| 1      | Tetiana Chorniavska | 12. Januar 1993    | Torhüterin |                 |                       | 10 | 06 | –     | –  |
| 2      | Olga Laiuk          | 17. Mai 1984       |            |                 |                       | 10 | 96 | 4 (1) | –  |
| 3      | Yana Hotra          | 14. Mai 1998       |            |                 |                       | 10 | 44 | 1     | –  |
| 5      | Sofia Lysenko       | 18. Januar 1999    |            |                 |                       | 10 | 02 | 2 (1) | –  |
| 6      | Hanna Djablo        | 21. Januar 2001    |            |                 |                       | 10 | 62 | –     | –  |
| 7      | Valeriya Zorya      | 23. April 1987     |            |                 |                       | 10 | 06 | 2     | –  |
| 8      | Valeriia Horenko    |                    |            |                 |                       | 10 | 24 | –     | –  |
| 9      | Yuliya Andriychuk   | 17. Mai 1992       |            |                 |                       | 10 | 70 | 2     | –  |
| 10     | Iryna Morozenko     | 24. September 2002 |            |                 |                       | 10 | 71 | –     | –  |
| 11     | Ielyzaveta Voronko  | 17. August 1999    |            |                 |                       | 10 | 0– | –     | –  |

Trainer war Valentyn Vakula, Co-Trainerin die Ex-Nationalspielerin und Europameisterin von 2000, Maya Karbuna.

## Ungarn
| Nummer | Name            | Geburts- datum     | Position         | Handball-Verein        | Beachhandball- Verein | SP | PU | ZS    | PV |
| ------ | --------------- | ------------------ | ---------------- | ---------------------- | --------------------- | -- | -- | ----- | -- |
| 9      | Ágnes Győri     | 6. Januar 1983     | Torhüterin       | Kispest NKK            |                       | 10 | 2  | –     | –  |
| 8      | Emese Tóth      | 3. Oktober 1994    | Verteidigerin    | Budakalászi SC         | Szentendrei N.K.E.    | 10 | 5  | 5 (1) | –  |
| 11     | Rebeka Benzsay  | 24. Februar 2000   | Pivot            | Szentendrei N.K.E.     | Szentendrei N.K.E.    | 10 | 47 | –     | –  |
| 2      | Csenge Braun    | 9. Juli 2000       | Linksaußen       | Dunaújvárosi Kohász KA | Szentendrei N.K.E.    | 10 | 49 | –     | –  |
| 7      | Renáta Csiki    | 3. April 1994      | Specialist       | Szentendrei N.K.E.     | Szentendrei N.K.E.    | 9  | 71 | –     | –  |
| 23     | Fanni Friebesz  | 31. Januar 1998    | Linksaußen/Pivot | VS Dunakeszi,          | Szentendrei N.K.E.    | 7  | 53 | 1     | –  |
| 1      | Gréta Hadfi     | 28. September 2001 | Torhüterin       | Ferencvárosi TC        | Cannabis Energy Drink | 10 | 10 | –     | –  |
| 32     | Réka Király     | 21. September 2001 | Rechtsaußen      | Érd HC                 |                       | 10 | 54 | 3     | –  |
| 21     | Fruzsina Kretz  | 15. September 1994 | Linksaußen       | Szentendrei N.K.E.     | Szentendrei N.K.E.    | 8  | 50 | 1     | –  |
| 46     | Gabriella Landi | 20. November 2001  | Verteidigerin    | Érd HC                 |                       | 4  | 4  | 1     | –  |
| 10     | Evelin Speth    | 26. November 1998  | Verteidigerin    | Szeged NKE             |                       | 8  | –  | –     | –  |
| 99     | Luca Vajda      | 19. September 1996 | Specialist       | Komárom VSE            | OVB Beach Girls       | 7  | 25 | –     | –  |

Das Trainer- und Betreuer-Team bestand aus vier Personen: Nationaltrainer der A-Nationalmannschaft war Botond Bakó, Torwart-Trainerin war die frühere Hallen-Nationalspielerin und ungarische Beachhandball-Meisterin Andrea Farkas, Technik-Trainerin Katalin Petrovszki. Masseurin war Adrienn Hajnal.

## Zypern
| Nummer | Name                     | Geburts- datum | Position | Handball-Verein | Beachhandball- Verein | SP | PU | ZS    | PV |
| ------ | ------------------------ | -------------- | -------- | --------------- | --------------------- | -- | -- | ----- | -- |
| 02     | Malvina Elia             |                |          |                 |                       | 08 | 0– | 2     | 0– |
| 03     | Vaso Ioannou             |                |          |                 |                       | 09 | 36 | 1     | 0– |
| 04     | Eleni Zinonos            |                |          |                 |                       | 07 | 33 | 1     | 0– |
| 07     | Magdalini Papa           |                |          |                 |                       | 09 | 71 | 0–    | 0– |
| 09     | Lito Ellina              |                |          |                 |                       | 08 | 32 | 1     | 0– |
| 10     | Margarita Efthymiou      |                |          |                 |                       | 06 | 0– | 1     | 0– |
| 12     | Rena Tsangari            |                |          |                 |                       | 06 | 03 | 2     | 0– |
| 16     | Antria Taki              |                |          |                 |                       | 08 | 02 | 0–    | 0– |
| 24     | Persefoni Lytra          |                |          |                 |                       | 07 | 02 | 0–    | 0– |
| 26     | Georgia Kkaila           |                |          |                 |                       | 08 | 08 | 1     | 0– |
| 31     | Maria Marselli           |                |          |                 |                       | 09 | 47 | 4 (1) | 0– |
| 77     | Alexandra Konstantinidou |                |          |                 |                       | 06 | 04 | 0–    | 0– |

## Belege
1. ↑  dhf.dk: Fem debutanter i dametruppen til Beach EM. Abgerufen am 26. Juni 2019.
2. ↑  handball-world: "Gute Mischung zwischen jung und sehr jung": Beach-Nationaltrainer Novakovic legt EM-Kader fest. Abgerufen am 23. Juni 2019.
3. ↑  fean73: Beach – Les Bleus à l'assaut de l'Euro 2019. Abgerufen am 30. Juni 2019 (französisch).
4. ↑  Matteo Aldamonte: 18 azzurre convocate per lo stage tra Roma e Salerno. Abgerufen am 17. August 2020.
5. ↑  fälschlich zum Teil unter der Trikotnummer 3 geführt
6. ↑  Pripreme pjeskaša i pjeskašica juniorske i seniorske reprezentacije. In: Rukomet na pijesku u Hrvatskoj. Abgerufen am 27. Juni 2019 (kroatisch).
7. ↑  Beach Dames. In: Handbal. Ehemals im Original (nicht mehr online verfügbar); abgerufen am 13. Dezember 2020 (niederländisch). (Seite nicht mehr abrufbar. Suche in Webarchiven)
Drie teams komen in actie op het EK Beach Handball in Polen! 24. Juni 2019, abgerufen am 27. Juni 2019 (niederländisch).
8. ↑  im letzten Spiel zwei Zeitstrafen ohne Vomplatzstellung
9. ↑  handball.no: Uttak til Beach-EM for kvinner i Polen. Abgerufen am 26. Juni 2019.
10. ↑  29 Cze 2019 |: Znamy składy reprezentacji! | Beach Handball EURO 2019. Archiviert vom Original am 6. August 2019; abgerufen am 29. Juni 2019 (polnisch).
11. ↑  PressReader.com - Zeitungen aus der ganzen Welt. Abgerufen am 17. August 2020.
12. ↑  Echipa Romaniei. Abgerufen am 13. Dezember 2020 (rumänisch).
13. ↑  HANDBAL - Naționalele de beach-handball ale României sunt prezente la EBT Finals 2019. In: eMaramures. 5. Juni 2019, abgerufen am 7. Juli 2021 (rumänisch).
14. ↑  https://gorvesti.ru/sport/volgogradki-gotovyatsya-k-plyazhnomu-chempionatu-evropy-po-gandbolu-72428.html
15. ↑  https://handballfast.com/news/11650-plyazhnyy_gandbol_zhenskie_komandy_gotovyatsya_k_startu_chempionata_evropy_v_polshe
16. ↑  https://handballfast.com/news/43784-prognoz-na-novyi-sezon-superligi-cska-pervyi-astraxanocka-cetvertaya-ufa-alisa-poslednyaya
17. ↑  rushandball.ru: Сборные России по пляжному гандболу. Накануне польского Евро. Abgerufen am 28. Juni 2019.
18. ↑  Beach Handball Slovenia - Rokomet Na Mivki Slovenija. Abgerufen am 13. Dezember 2020.
19. ↑  keziszovetseg.hu: Rajt a strandkézilabda Eb-n. Abgerufen am 28. Juli 2019.
20. ↑  Cyprus / Women (adults) - Players, Team & Season Info | EHF. Abgerufen am 13. Dezember 2020 (englisch).